# Langdon, Kent
Langdon är en civil parish i grevskapet Kent i sydöstra England. Den ligger i distriktet Dover och utgörs av byarna East Langdon, West Langdon, Martin och Martin Mill. Civil parishen hade 614 invånare vid folkräkningen år 2021.